# Le Maçon
Le Maçon (Muraren) är en fransk opéra comique i tre akter med musik av Daniel Auber och libretto av Eugène Scribe och Germain Delavigne efter en engelsk historia som påstås vara sann.

## Historia
Operan hade premiär den 3 maj 1825 på Opéra-Comique i Paris. Le Maçon var det mest framgångsrika av Aubers tidiga samarbeten med Scribe och spelades på franska och tyska operascener i mer än 100 år. Den är ett sent exempel på en så kallad "räddningsopera", där en person blir hjälte tack vare sin medmänsklighet. Svensk premiär den 3 april 1834 på Kungliga Teatern i Stockholm där den spelades 82 gånger fram till 1903.

## Personer
- Léon de Merinville, Officer (Tenor)
- Roger, en murare (Tenor)
- Baptiste, en låssmed (Baryton)
- Usbeck, en slav i tjänst hos det turkiska sändebudet i Paris (Bas)
- Rica, en slav i tjänst hos det turkiska sändebudet i Paris (Tenor)
- En annan slav i tjänst hos det turkiska sändebudet i Paris (Tenor)
- Irma, en grekiska (Sopran)
- Henriette, syster till Baptiste och Rogers hustru (Sopran)
- Zobeïde, Irmas kammarjungfru (Mezzosopran)
- Mme Bertrand, en grannfru (Mezzosopran)
- Turkiska slavar, borgare, invånare i St Antoine (kör)

## Handling
På sin bröllopsnatt tillfångatas Roger av ett turkiskt rövarband och hålls fången på ett slott. Han lyckas fly och räddar samtidigt livet på medfången Léon de Merinville.